# Michail Osorgin
Michail Andrejevitj Osorgin, född 19 oktober 1878 i Perm i Ryssland, död 27 november 1942 i Chabris i Frankrike, var en rysk publicist och författare.
Osorgin, som tillhörde den ryska lantadeln, studerade juridik i Moskva och levde tio år i landsflykt efter att ha deltagit i ett socialrevolutionärt uppror 1905. 1913 utgav han Očerki sovremennoj Italii (Skisser om det moderna Italien). Under ryska revolutionen satt Osorgin fängslad i "Dödsskeppet", skildrat i hans mest berömda roman Sivtsev Vrazjek (1926, svensk översättning, Den tysta gatan 1932), speglande kontrasten mellan revolutionsterrorn och en stilla familjeidyll i Moskva. Från 1923 levde han som emigrant i Paris. Han medverkade med artiklar om rysk litteratur i Bonniers litterära magasin 1938–1941.
Han var under en period svärson till Ahad Ha'am.